# AFFR

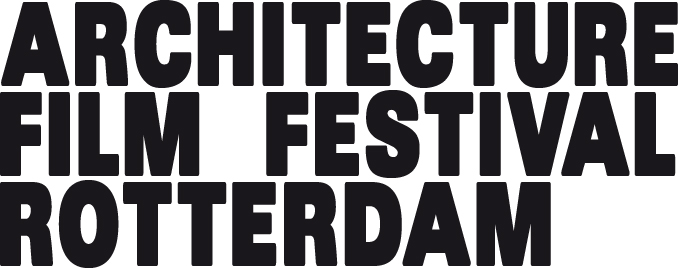
Logo AFFR

AFFR of Architecture Film Festival Rotterdam is een jaarlijks filmfestival dat films, shorts, animaties en documentaires vertoont over architectuur, stedelijke ontwikkeling en stadscultuur.
Het initiatief ontstond in 2000, ter voorbereiding van Rotterdam als culturele hoofdstad van Europa. Het festival wordt bezocht door architecten en culturologen die aandacht hebben voor stedelijke ontwikkelingen.
AFFR houdt voor alle architectuur-filmfestivals in de wereld een online database bij van films die gerelateerd zijn aan stad en architectuur. Naast klassieke films als The Fountainhead en Blade Runner, of documentaires over architecten als Louis Kahn of Frank Gehry zijn er ook films over de invloed van media op de stad, de verbeelding van steden in films, actuele stedelijke problemen en architectonisch decorontwerp, zoals in Metropolis. Deze database is grotendeels publiek toegankelijk.
Het festival vindt jaarlijks in oktober plaats.  